# 布拉河
布拉河是俄羅斯的河流，位於楚瓦什共和國和韃靼斯坦共和國，屬於斯維亞加河的左支流，河道全長118公里，流域面積1,587平方公里。